# Mitsuru Chiyotanda
Mitsuru Chiyotanda (Fukuoka, 1 juni 1980) is een Japans voetballer.

## Carrière
Mitsuru Chiyotanda speelde tussen 2003 en 2011 voor Avispa Fukuoka, Albirex Niigata en Nagoya Grampus. Hij tekende in 2012 bij Júbilo Iwata.